# 안소니 드 론기스
앤서니 더론지스(Anthony De Longis, 1950년 3월 23일 ~ )는 미국의 배우, 스턴트 배우이다.
글렌데일에서 태어났다.

## 출연 작품
- The Last Duane (미정)
- 1066 (2013년)
- 라스트 워즈 (2011년)
- 무인 곽원갑 (2006년)
- 신밧드: 배틀 오브 더 다크 나잇 (1998년)
- 라스트 찬스 디텍티브 - 이스케이프 프럼 파이어 레이크 (1996년)
- 와일드 빌 (1995년)
- 분노의 처형자 (1995년)
- CIA 암호명 알렉사 2 (1993년)
- 레니게이드 (1992년)
- 파 앤드 어웨이 (1992년)
- 앨빈의 모험 (1987년)
- 데인저러슬리 클로즈 (1986년)
- 스워드 (1982년)
- 천국의 문(영어판) (1979년)

### 텔레비전
- 해저드 마을의 듀크 가족 (1979년)
- 배틀스타 갤럭티카 - 78년 시리즈 (1978년)
- 우리 생애 나날들 (1965년)
- 스타 트렉 - 보이저